# Nordre Land
Nordre Land és un municipi situat al comtat d'Innlandet, Noruega. La seva població és de 6.751 habitants (2016) i té una superfície de 955 km². El centre administratiu del municipi és el poble de Dokka.
El municipi limita al nord amb Nord-Aurdal i Gausdal, al nord-est amb Lillehammer, a l'est amb Gjøvik, al sud amb Søndre Land, al sud-oest amb Sør-Aurdal, i a l'oest amb Etnedal.
El riu Etna flueix a través de les parts occidentals del municipi fins a desembocar al Randsfjorden. El llac Akksjøen és també en aquesta àrea.